# Trochosa spinipalpis
Trochosa spinipalpis este o specie de păianjeni din genul Trochosa, familia Lycosidae. A fost descrisă pentru prima dată de F. O. P.-cambridge, 1895. Conform Catalogue of Life specia Trochosa spinipalpis nu are subspecii cunoscute.